# Port de Felixtowe
Le Port de Felixstowe, situé à Felixstowe dans le comté de Suffolk, est le port de conteneurs le plus important du Royaume-Uni. En 2008, il voyait passer 35 % du trafic du pays en la matière. Son développement fait suite à l'abandon d'un projet de port en eau profonde à Maplin Sands.  En 2008, il était 28e au classement mondial des ports de conteneurs, et 6e au classement européen.